# Hängasjön
Hängasjön är en sjö i Ljungby kommun och Älmhults kommun i Småland och ingår i Helge ås huvudavrinningsområde. Sjön är 11 meter djup, har en yta på 3,89 kvadratkilometer och är belägen 127 meter över havet. Vid provfiske har en stor mängd fiskarter fångats, bland annat abborre, björkna, braxen och faren.

## Delavrinningsområde
Hängasjön ingår i det delavrinningsområde (627823-138285) som SMHI kallar för Utloppet av Hängasjön. Medelhöjden är 141 meter över havet och ytan är 27,74 kvadratkilometer. Räknas de 6 avrinningsområdena uppströms in blir den ackumulerade arean 215,09 kvadratkilometer. Lillån (Prästebodaån) som avvattnar avrinningsområdet har biflödesordning 2, vilket innebär att vattnet flödar genom totalt 2 vattendrag innan det når havet efter 131 kilometer. Avrinningsområdet består mestadels av skog (60 procent) och sankmarker (11 procent). Avrinningsområdet har 3,9 kvadratkilometer vattenytor vilket ger det en sjöprocent på 14 procent.

## Fisk
Vid provfiske har följande fisk fångats i sjön:
- Abborre
- Björkna
- Braxen
- Faren
- Gärs
- Gädda
- Gös
- Löja
- Mört
- Siklöja